# Sonnenschutz (Architektur)

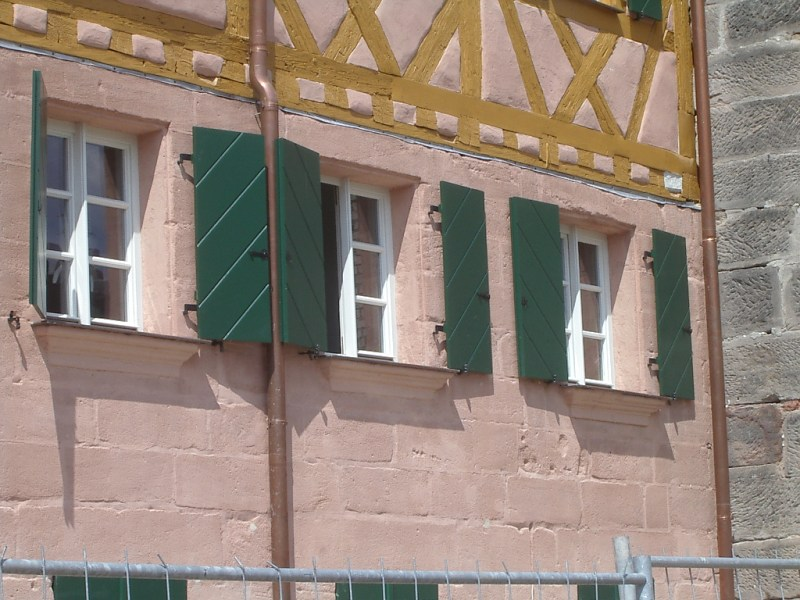
Die einfachste Form des außenliegenden Sonnenschutzes bei Gebäuden: ein Fensterladen.

Der Sonnenschutz in der Architektur hat zum Ziel, Gebäude und deren Nutzer – insbesondere bei der Innenbeleuchtung, aber auch in den Außenbereichen von Gebäuden (etwa Balkonen, Terrassen oder Höfen) – vor direktem Sonnenlicht zu schützen. Verhindert oder gemildert werden sollen dabei vor allem Blendeffekte und Reflexionen sowie die Überhitzung des Gebäudes. Eine weitere wichtige Funktion ist der Schutz vor UV-Strahlung, um zum Beispiel das Ausbleichen von Möbeln und Textilien zu verhindern. Erreicht wird er durch Beschattung bzw. durch Lichtstreuung. Trotz des Sonnenschutzes soll oft ein hoher Grad an Transparenz erhalten werden. Aufgrund des großflächigen Einsatzes von Glas in der modernen Architektur spielt der Sonnenschutz inzwischen eine wichtige Rolle bei der Fassadengestaltung.
Man unterscheidet je nach Position und Funktionsweise unterschiedliche Sonnenschutzsysteme, die verschiedene Vor- und Nachteile aufweisen. Außenliegender Sonnenschutz funktioniert in erster Linie über Absorption, innenliegender Sonnenschutz überwiegend über Reflexion.
So wie im Wohnbereich darf auch an Arbeitsplätzen die Raumtemperaturen einen bestimmten Grenzwert (abhängig von der Art der Tätigkeit) nicht überschritten, sie benötigen daher als erste Maßnahme einen wirksamen Sonnenschutz. Außerdem ist – um Augen vor Blendung durch Sonne oder zu hohe Kontraste bzw. Leuchtdichten zu schützen – ein funktionstüchtiger, variabler Blendschutz vorgeschrieben, insbesondere bei Bildschirmarbeitsplätzen (EU-Richtlinie (EU 90/270)).

## Ziele

### Blendschutz

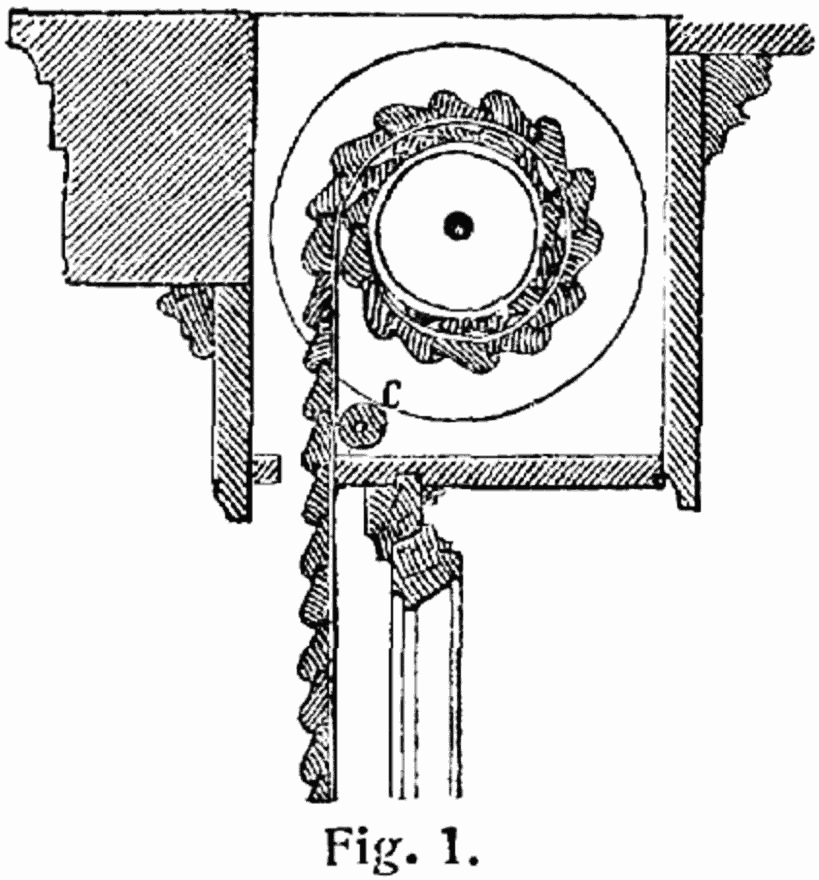
Außenliegender Sonnenschutz: ein Rollladen

Um direkte Blendungen und unerwünschte Reflexionen möglichst zu verhindern, soll die in den Raum fallende sichtbare Strahlung möglichst diffus sein. Außenliegende Sonnenschutz-Einrichtungen schützen die dahinter liegenden Räume zuverlässig vor direkter Einstrahlung – wenn auch häufig zu Lasten der Transparenz.
Innenliegender Sonnenschutz kann diese Forderung nur erfüllen, wenn die sichtbare Strahlung beim Passieren des Sonnenschutz-Materials ihren Charakter verändert und diffus wird. Bei der Verwendung von gewebten oder perforierten Materialien ist dies möglich, da an den Web- bzw. Perforationslöchern das physikalische Phänomen der Lichtbeugung auftritt, die transmittierte Strahlung also je nach Lochgröße mehr oder weniger diffus wird. Bei zunehmender Diffusität der in den Raum fallenden Strahlung verschlechtert sich allerdings die Transparenz. Folien besitzen diese Eigenschaft im Regelfall nicht, womit man bei tiefer Sonne in den „Feuerball“ blickt; um dies zu verhindern müsste die Lichttransmission fast gegen null gehen.

### Schutz vor Überhitzung
Glas hat bezüglich langwelliger Wärmestrahlung eine relativ hohe Hemmwirkung. Kurzwellige Strahlung kann jedoch das Glas passieren. Die Wärme im Innern eines Gebäudes entsteht also erst durch einen Absorptionsvorgang auf den der Sonnenstrahlung ausgesetzten Oberflächen. Dabei spielt das Wiensche Verschiebungsgesetz der Wellenlängen eine wichtige Rolle. Diesen Effekt nutzt man beim Betrieb von Treibhäusern, bei den meisten anderen Gebäuden ist er jedoch unerwünscht. Der Sonnenschutz stellt hier eine Maßnahme des sommerlichen Wärmeschutzes dar.

### Transparenz
Sonnenschutz soll die Sichtverbindung nach außen möglichst nicht behindern. Diese Forderung (z. B. von Arbeits-Medizinern) und der Wunsch nach einem wirksamen Sonnenschutz scheinen einander auszuschließen. Um sich bei tiefstehender Sonne – dies trifft im Sommer auf Ost- und Westfassaden zu sowie an Südfassaden im Winterhalbjahr – vor direkter Einstrahlung zu schützen, müssen bei Jalousien und Raffstoren die Lamellen auf ca. 30° (also relativ steil gestellt) werden, der Durchblick ins Freie bei direkter Besonnung ist in diesem Zeitfenster eingeschränkt, schützt jedoch das Auge vor dem Blick in die Sonne. Schutz des Auges hat aus Sicht der Arbeits-Medizin immer Vorrang gegenüber dem ungehinderten Blick ins Freie. Der Sonnenschutz und die Belichtung des Raumes müssen daher sorgfältig abgewogen und geplant werden; die gute Botschaft – bei direkter Sonne steht das 5–10-fache Lichtangebot zur Verfügung als bei klarem oder bedeckten Himmel, womit trotz Verschattung transparenter Flächen und sorgfältiger Planung die dahinterliegenden Räume gut mit Tageslicht versorgt werden können.

## Arten von Sonnenschutz

### Baulicher Sonnenschutz
- Gebäudeorientierung,
- Fassadenstruktur
- Fenstergestaltung
- Dachüberstand

### Sonnenschutz im Bereich der Fenster
Die Technik ist in den meisten Bereichen des Sonnenschutzes ausgereift. Man kann mittlerweile für fast jede Fenster- und Wintergartenform innen- und außenliegenden Sonnenschutz erhalten. Fast alle Formen sind manuell und elektrisch bedienbar.

#### Außenliegend
Außenliegender Sonnenschutz beschattet das zu schützende Objekt von außen; damit wird der oben beschriebene Wärmeumwandlungsprozess (Absorptionsprozess) auf die Gebäudeaußenseite verlagert, wo er im Allgemeinen problemlos beherrschbar ist. Der außenliegende Sonnenschutz ist die wirkungsvollste Möglichkeit des Sonnenschutzes, wenn die Wärmeübertragung durch Konvektion weitgehend – z. B. durch Hinterlüftung – vermieden werden kann. Dabei kann allerdings die Problematik der Verschmutzung und höherer Investitions- und Betriebskosten (ggf. notwendige elektrische Bedienung, Wind- und Regenwächter) nicht vernachlässigt werden.
Außenliegender Sonnenschutz kann – in Gestalt beispielsweise von weiten Dachüberständen – Teil des ursprünglichen architektonischen Designs sein (siehe Innenbeleuchtung#Seitenlicht); einige Formen des außenliegenden Sonnenschutzes eignen sich aber auch für die Nachrüstung:

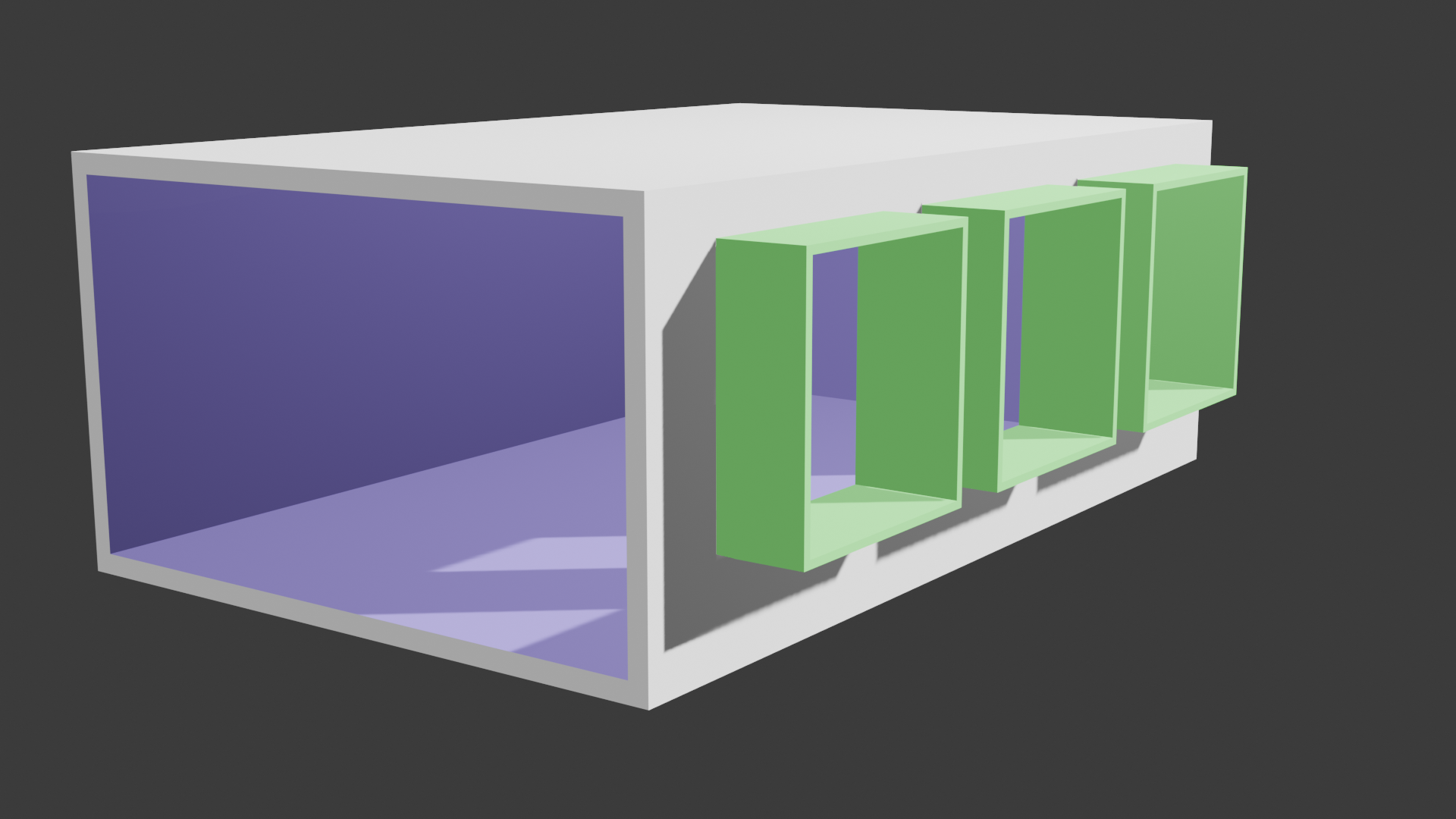
Kastenvorbauten
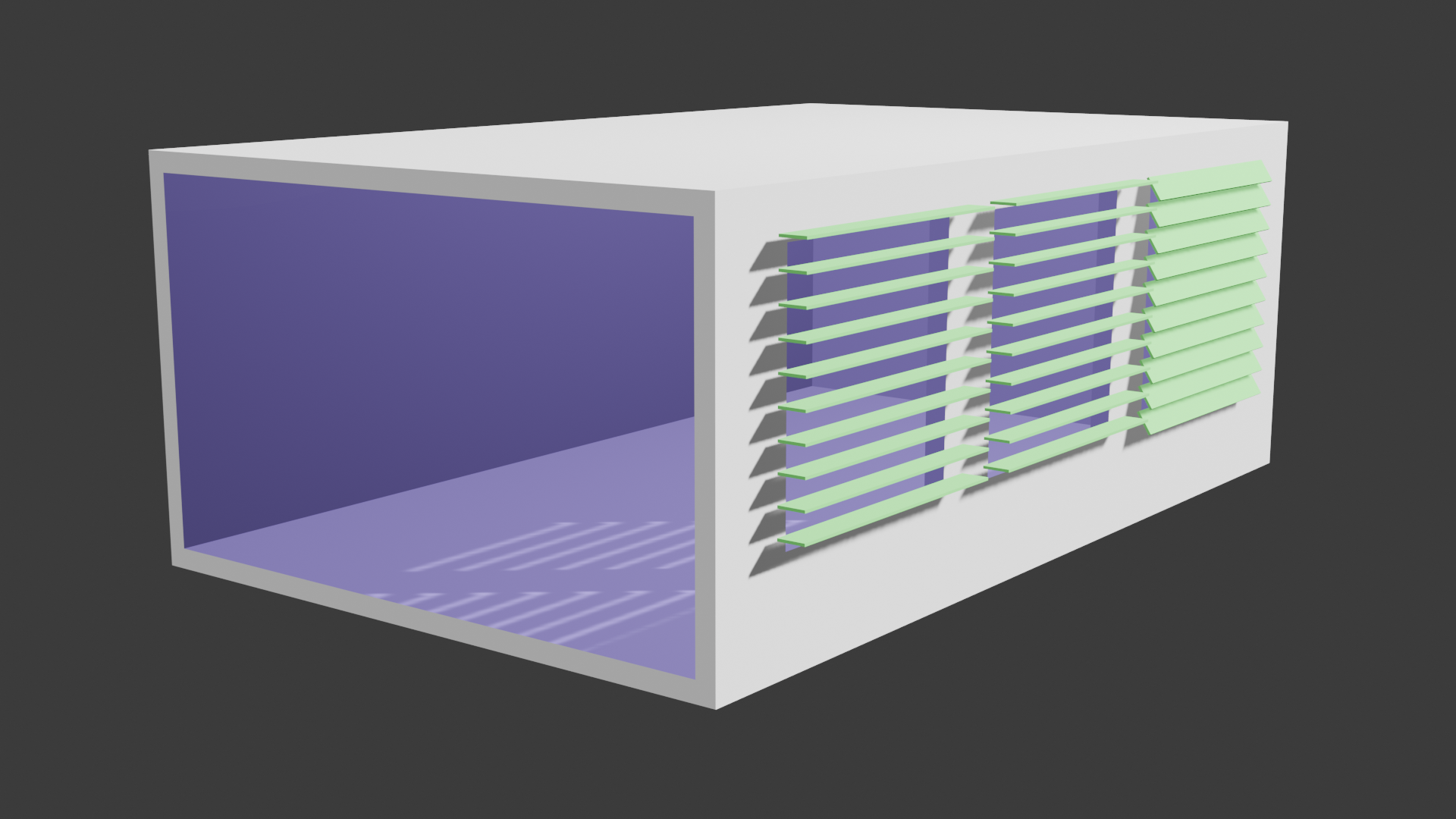
Außenjalousien (beweglich oder unbeweglich)
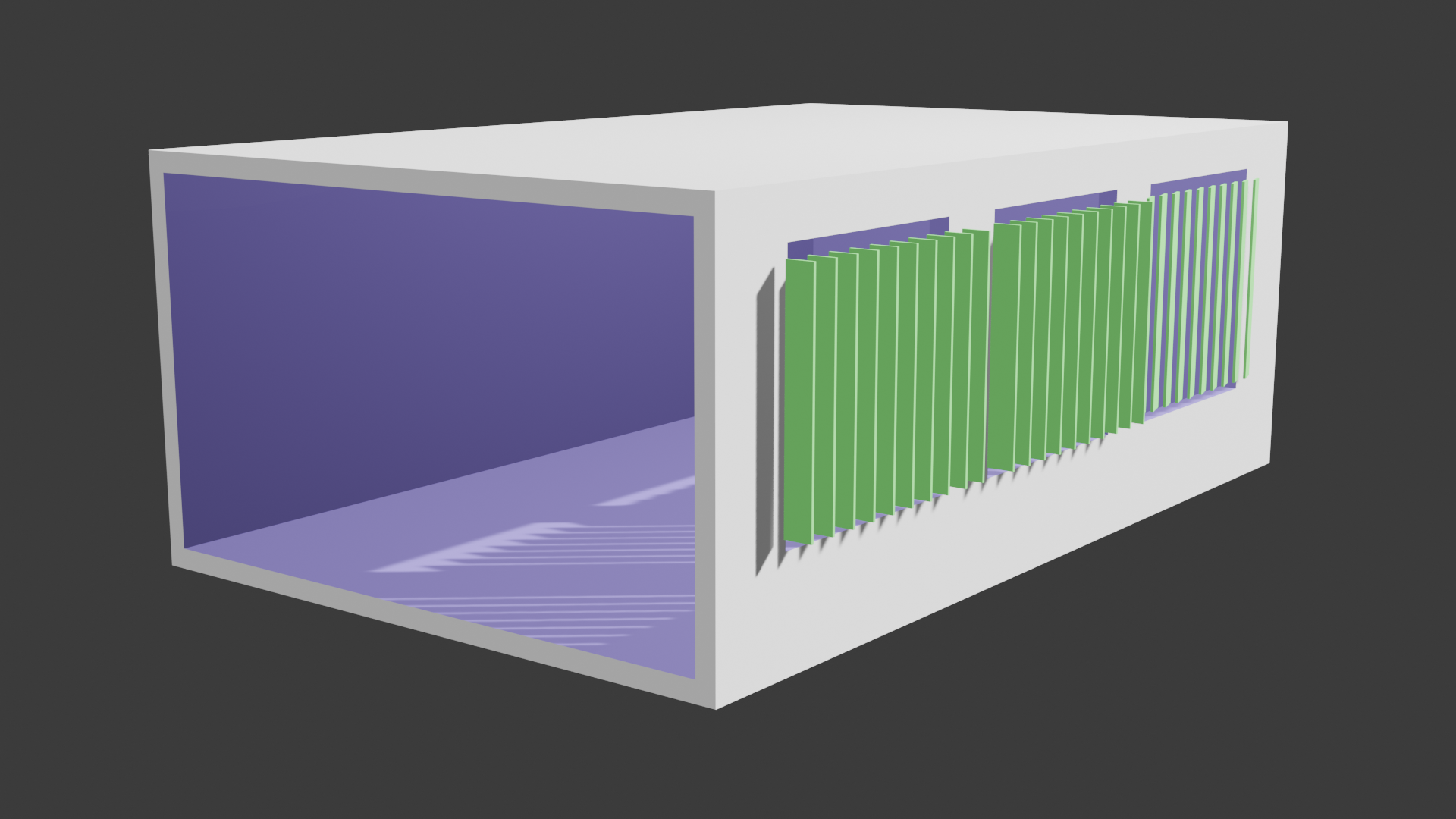
Vertikale Außenjalousien (beweglich oder unbeweglich)
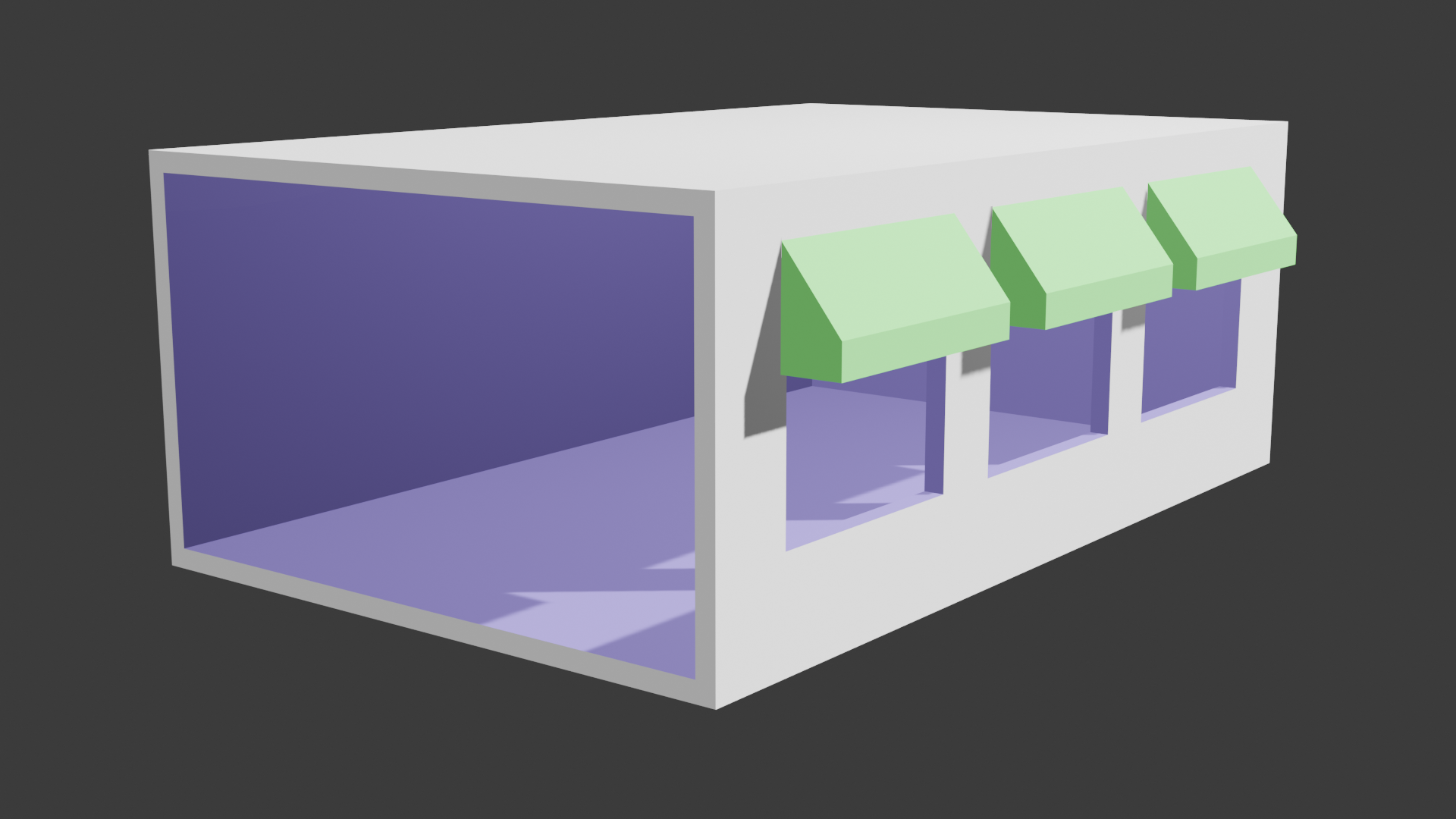
Markisen
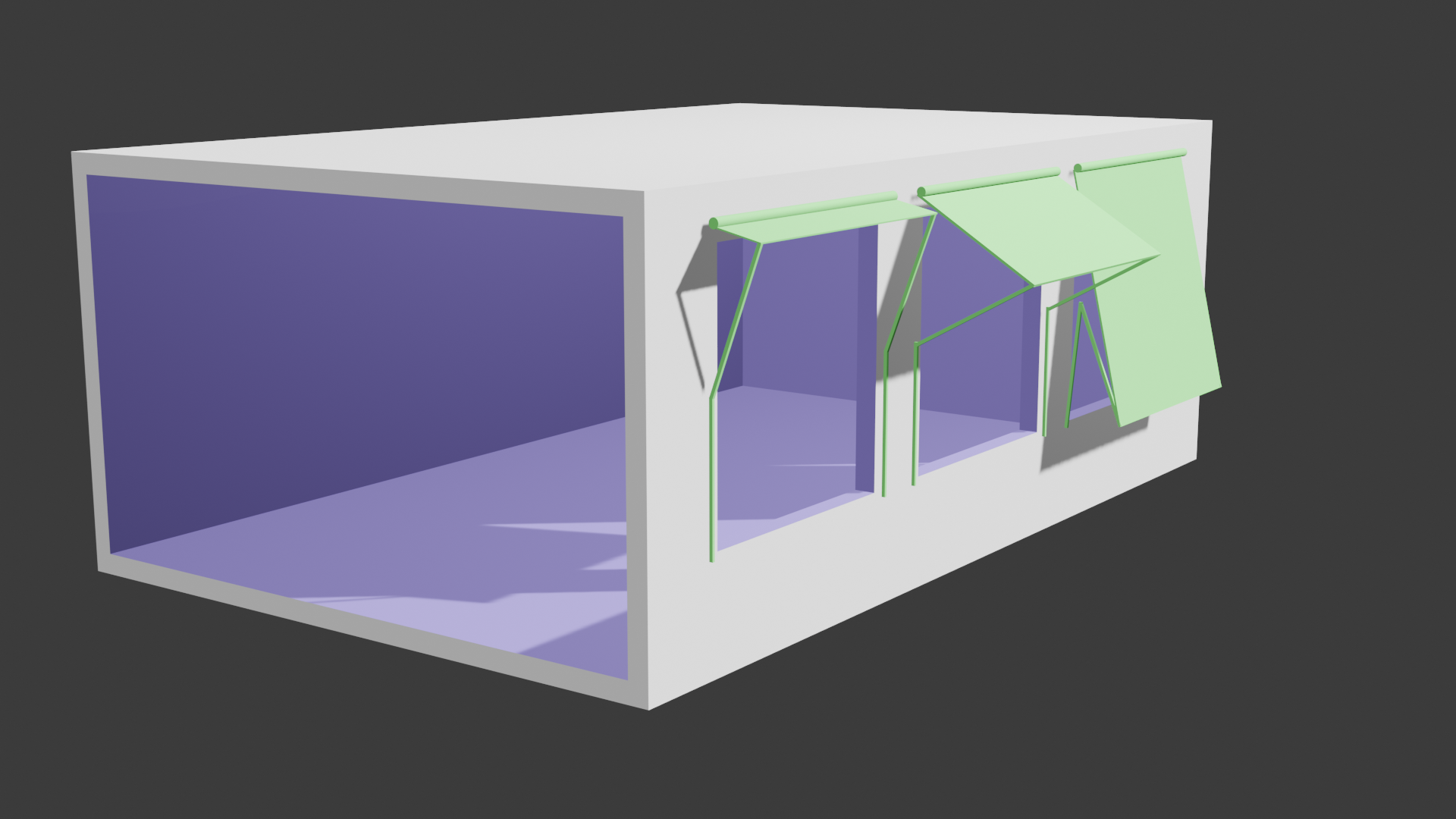
Rollmarkisen
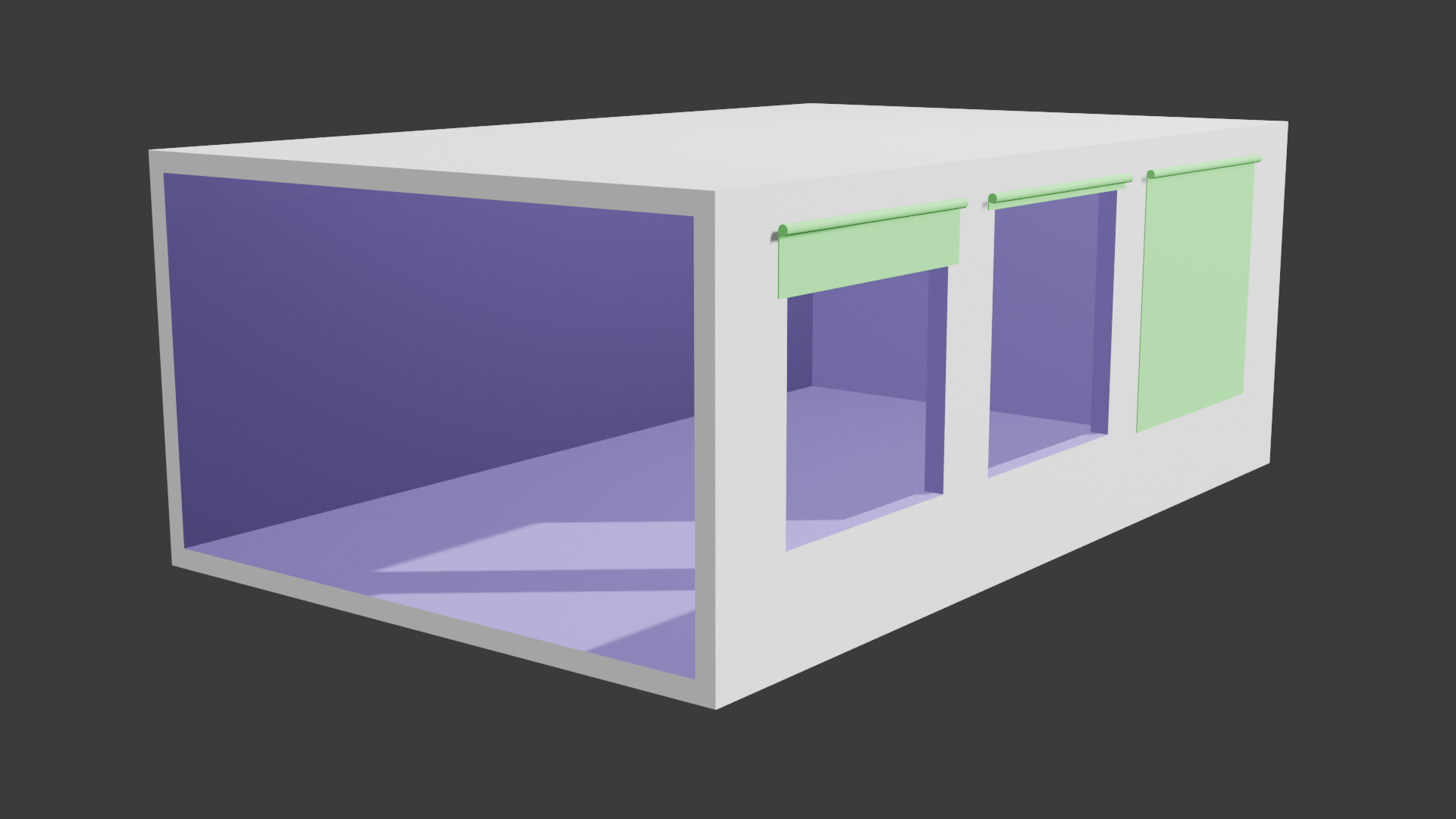
Außenrollläden
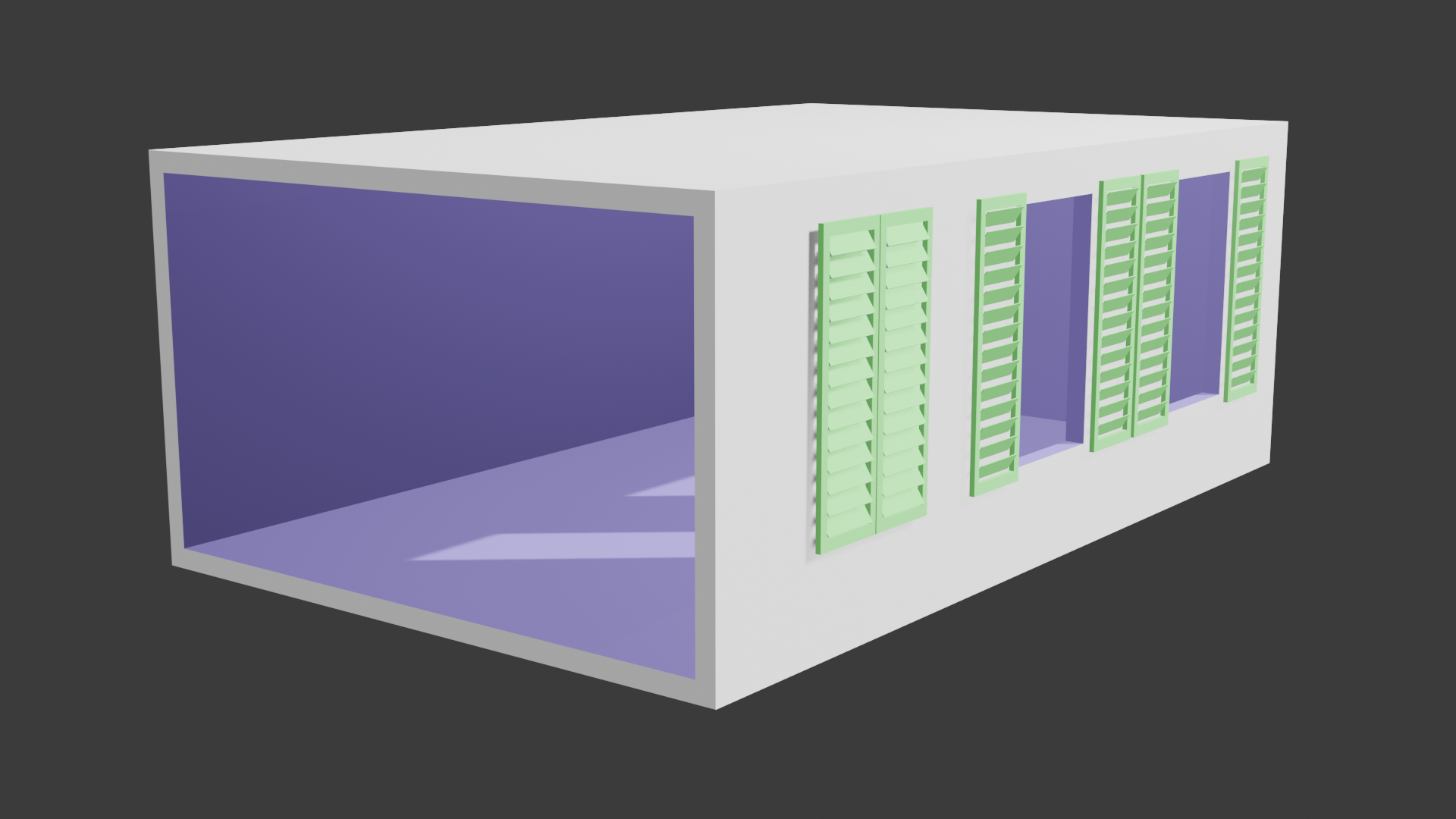
Fensterläden
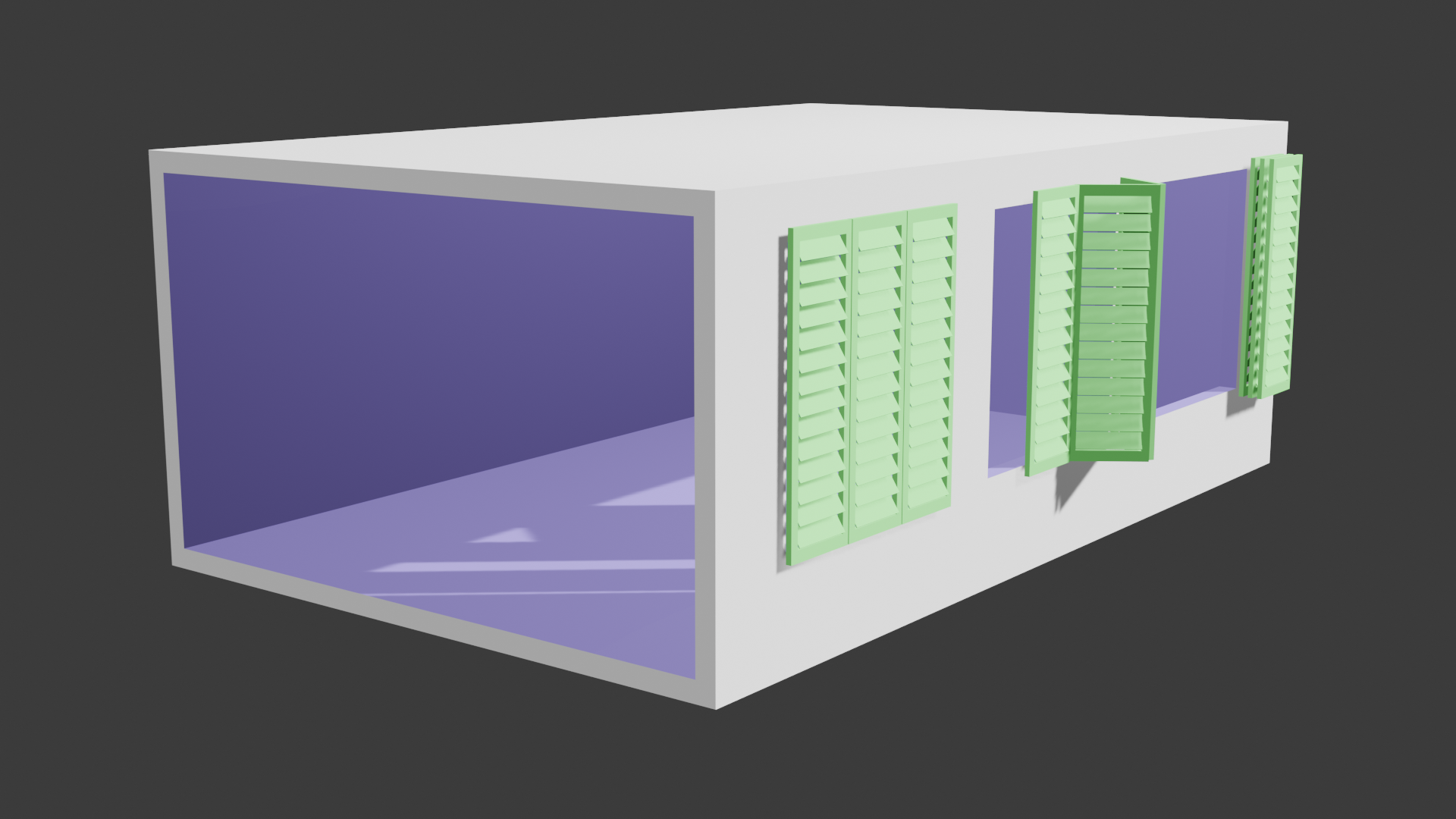
Faltfensterläden
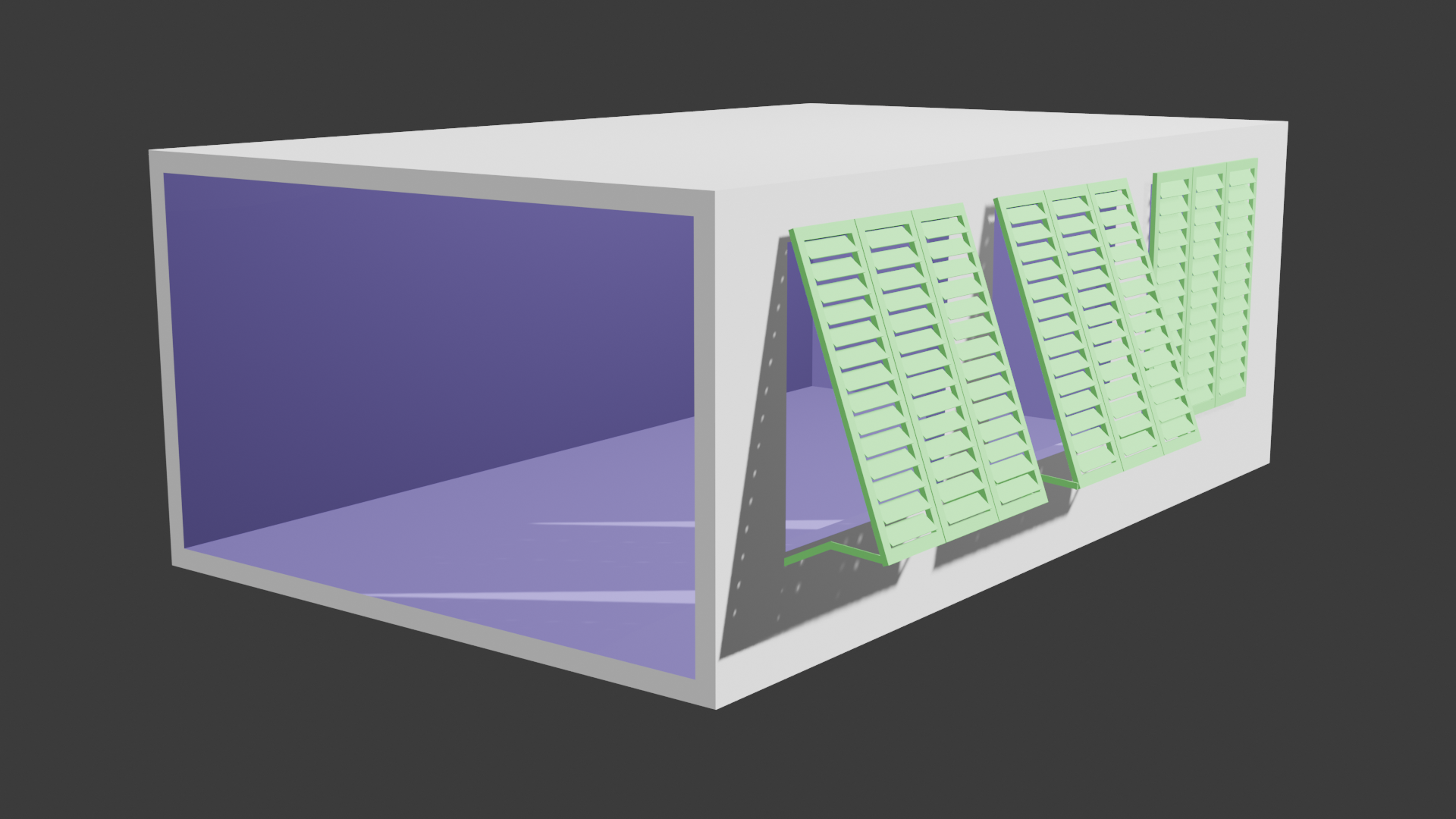
Stellläden
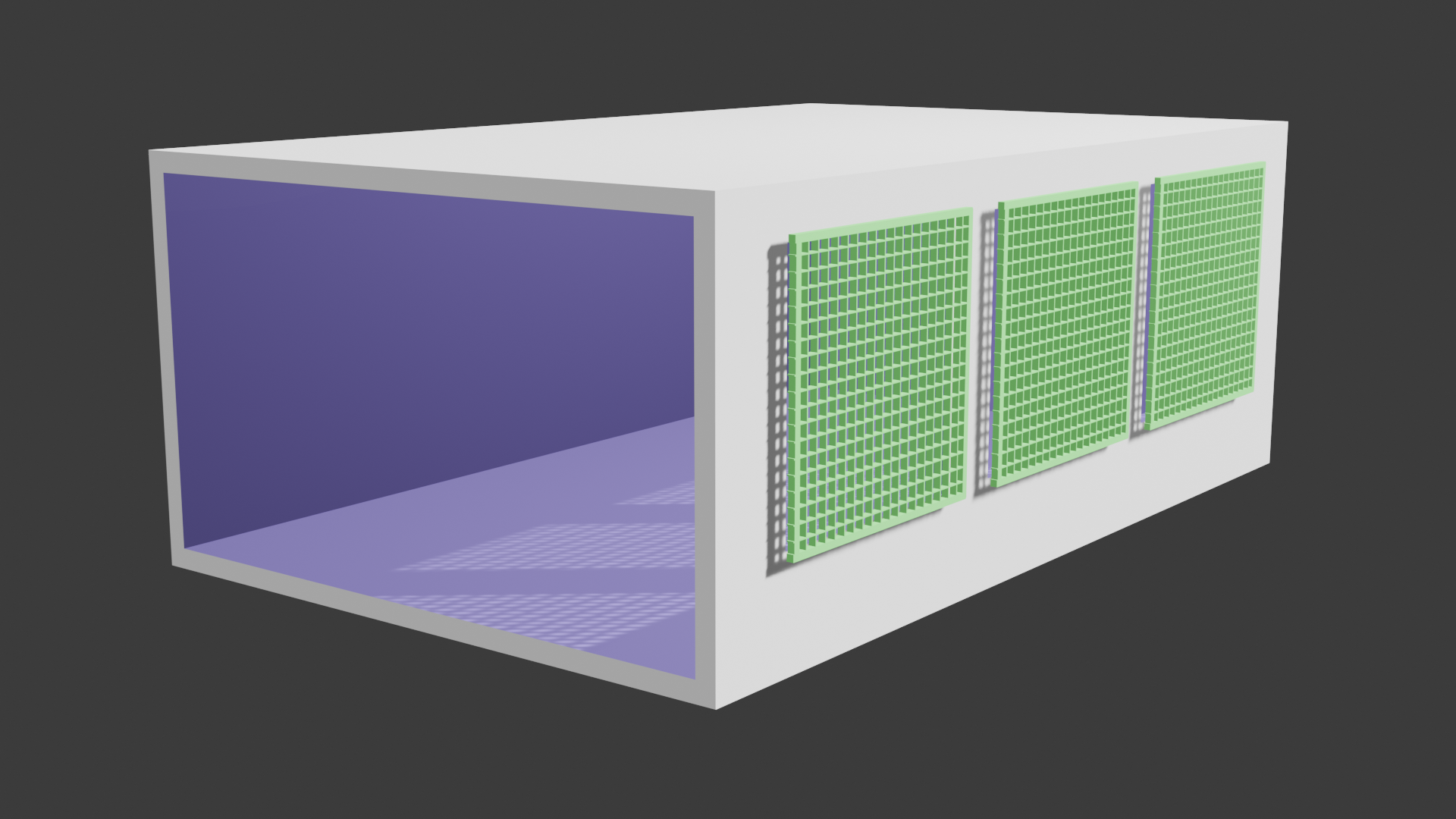
Fensterspaliere
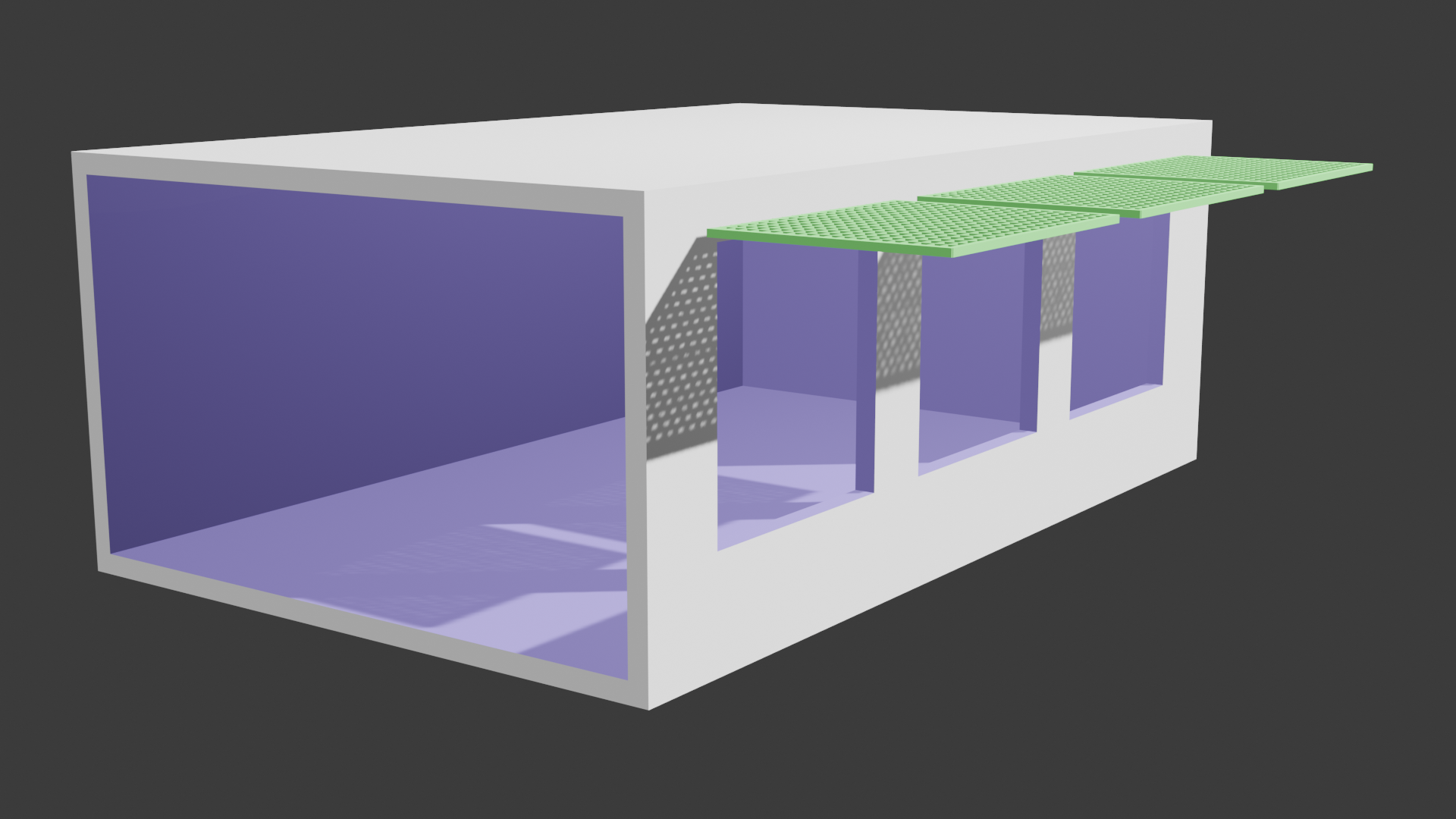
Perforierte oder lamellenförmige horizontale Überhänge (Brise Soleil)
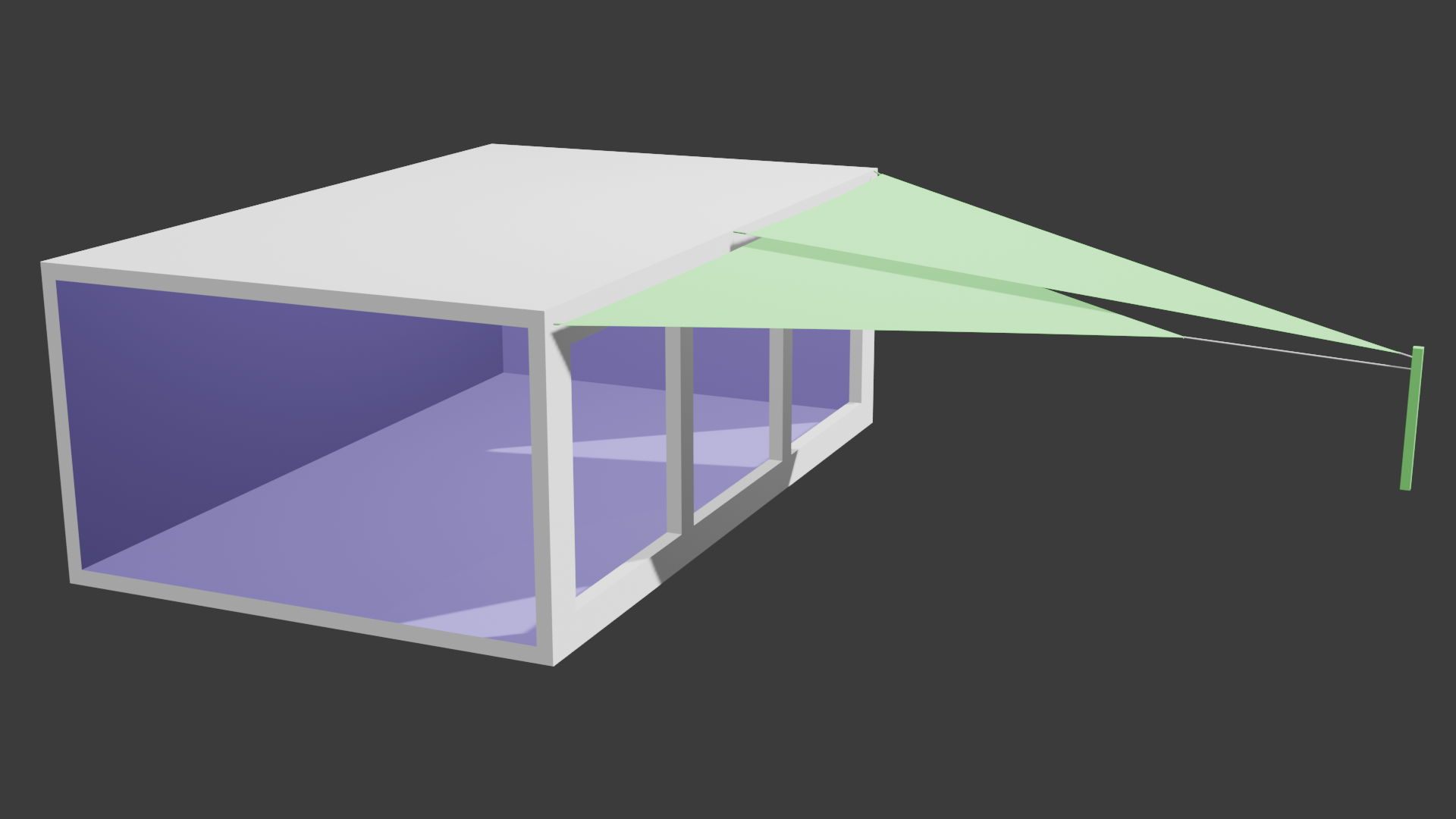
Sonnensegel
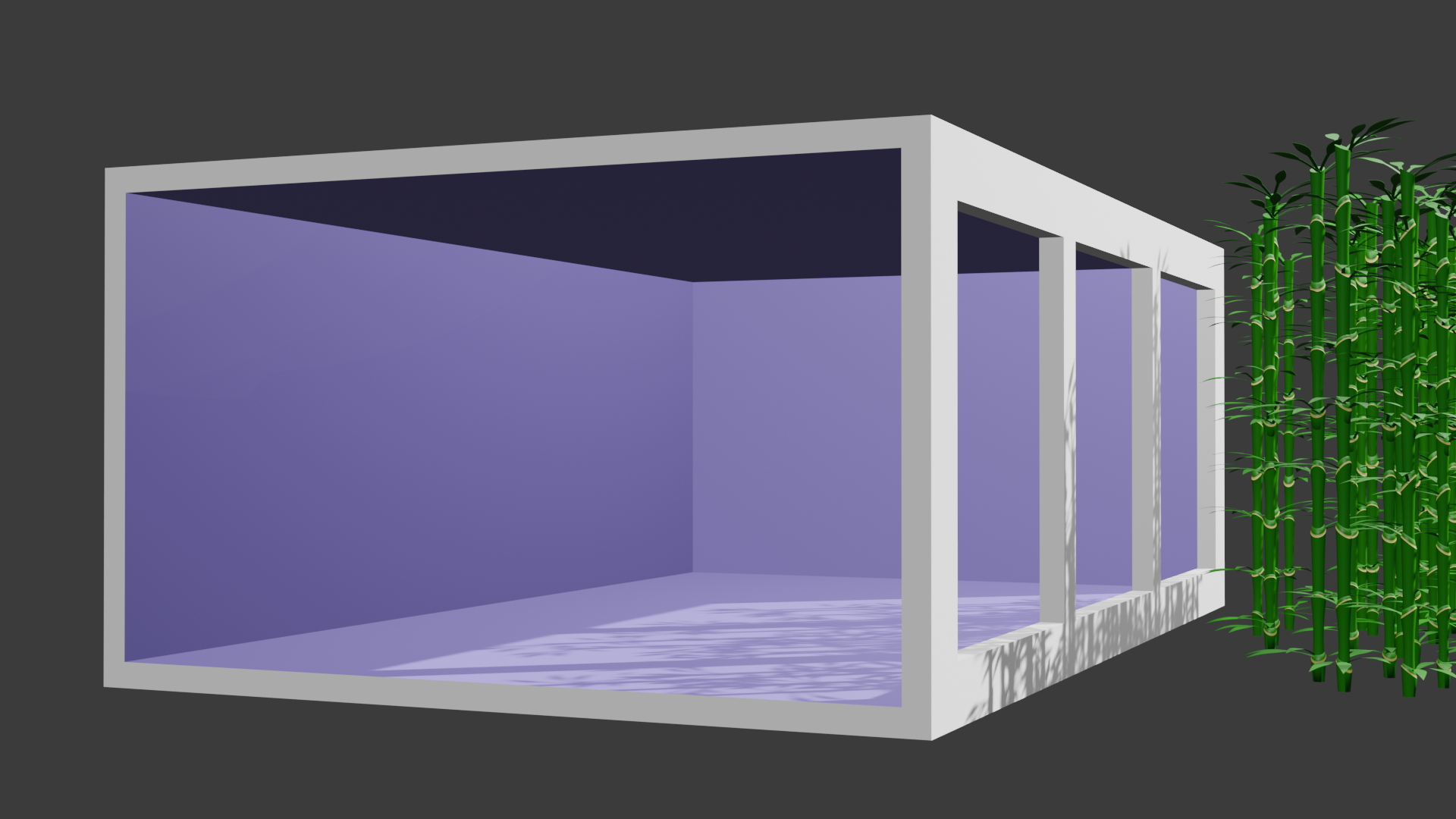
Lichtbarriere aus Pflanzen, beispielsweise Bäumen

#### Im Fenster
- Jalousien im Isolierglas
- Rollo im Isolierglas
- Sonnenschutzglas wie Reflexions-, Interferenz- und Absorptionsgläser, Beschichtungen etc.

#### Innenliegend
Innenliegende Verschattungen dienen vorzugsweise dem witterungsunabhängigen Blendschutz. Als Sonnenschutz sind sie deutlich weniger wirksam als außenliegende Systeme und auch nur dann, wenn der Reflexionsgrad hoch ist (> 50 %), was entweder weiße bzw. sehr helle Behänge erfordert oder spezielle Metallbeschichtungen.
- dunkle, möglichst dichte Gardinen oder Gardinen mit Beschichtung zur Fensterseite

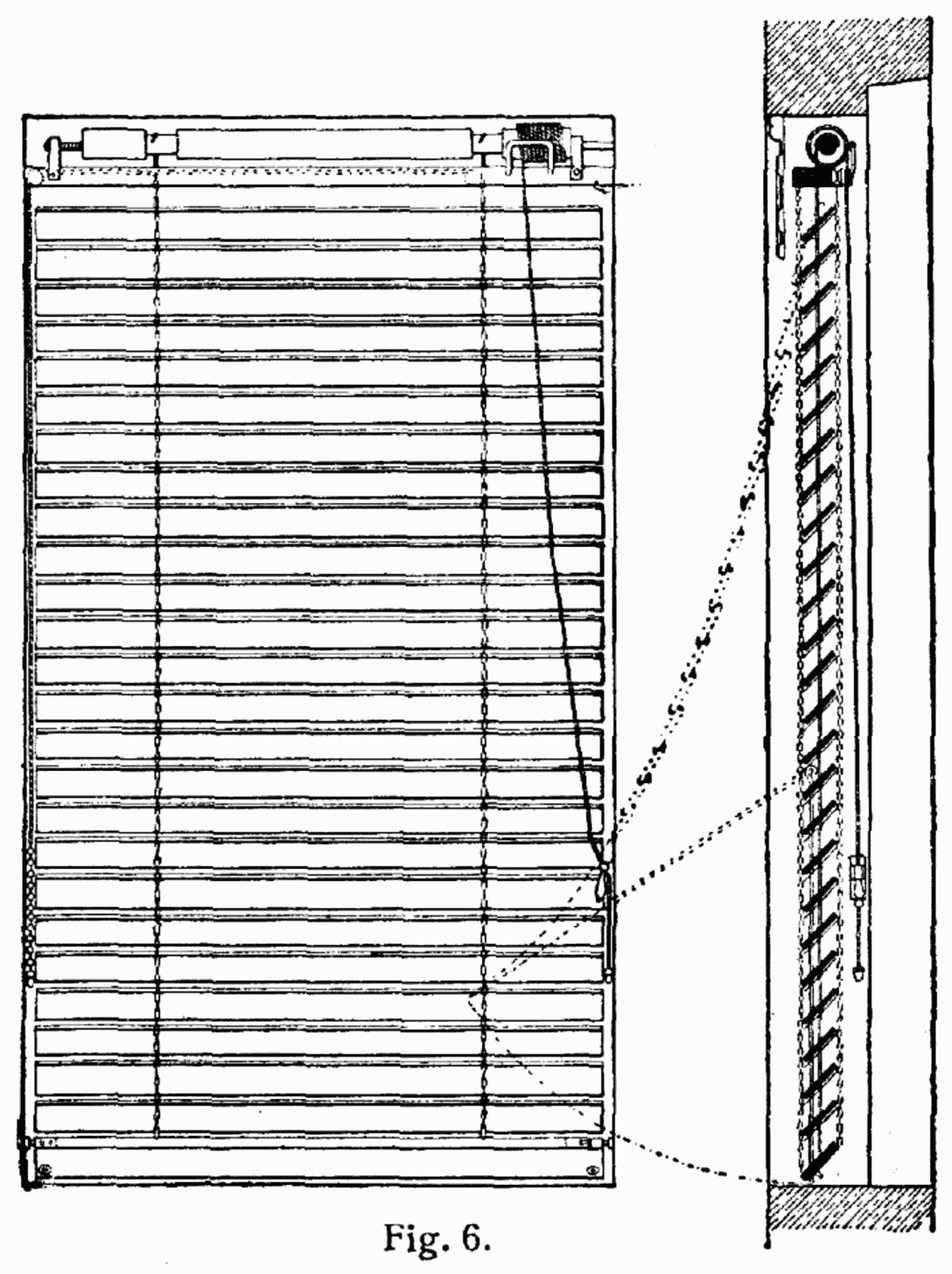
Innenliegender Sonnenschutz: eine Jalousie

- Innenliegender Sonnenschutz: eine JalousieJalousie – Horizontale Lamellenkonstruktionen, die herabgelassen und heraufgezogen werden können
- Rollo – textile Vorhänge und Folien, die oberhalb des Fensters aufgerollt werden
- Plisseeanlage auch Plissee oder Faltstore genannt – textile Vorhänge, die oberhalb oder unterhalb des Fensters aufgefaltet werden
- Lamellenvorhang
- Folienrollos sind auf der nach außen liegenden Seite mit Aluminium bedampft und reflektieren bis zu 80 % das Sonnenlichts (teilweise auch selektiv und damit lichtverändernd). Bei Folienrollos kann man durchsehen, wobei es sein kann, dass der Außenbezug verfälscht wird.
- Sonnenschutzfolie ist meist eine aus Polyethylenterephthalat (PET) bestehende Folie, die dauerhaft auf das Fenster aufgebracht wird, von ihren Eigenschaften ansonsten aber dem ebengenannten Folienrollo entspricht.
- Innenbeschattungen – ausgenommen fix aufgebrachte Sonnenschutzfolien – entsprechen in allen Punkten den Arbeitsschutzrichtlinie der EU – wesentlichstes Kriterium ist die Verstellbarkeit sowie das Wegfahren können der Systeme. Die Arbeitsschutzrichtlinie zielt auf den Schutz des Auges ab; bei direkter Sonne ist ein Blendschutz mit einer Lichttransmission von < 3 %, erforderlich, bei großen Leuchtdichteunterschieden wie bspw. bei hellen Wolken kann der Wert auch 15 % betragen.

#### Übersicht Vorzüge und Einschränkungen
|                | Außenliegender Sonnenschutz | Innenliegender Sonnenschutz | Lamellen im Scheibenzwischenraum | Sonnenschutzglas |
| -------------- | --------------------------- | --------------------------- | -------------------------------- | ---------------- |
| Funktionsweise | +++                         | +                           | ++                               | +                |
| Wartung        | +                           | ++                          | +                                | +++              |
| Preis          | +                           | +++                         | +                                | ++               |

Aber es gibt noch wesentlich mehr Aspekte zu berücksichtigen:
Dynamische Verschattungen (innen und außen) ermöglichen eine optimale Nutzung solarer Energie und von Tageslicht im Tages- und Jahresgang; Sonnenschutzglas hingegen reduziert den Eintrag von Energie und oft auch von Tageslicht permanent, was zu einer deutlichen Verschlechterung der Energiebilanz führt. Ins Glas eingebauter Sonnenschutz ist pflegeleicht, der Austausch bei Defekt jedoch sehr aufwendig und teuer.
Grundsätzlich sollte man auch die Frage stellen, wie es zur Sonnenschutzwirkung kommt – klassische Verschattungen reduzieren temporär und bedarfsorientiert die Energie- und Lichtmenge; Sonnenschutzglas und Sonnenschutzfolien erzielen ihre Wirkung durch selektives Kappen bestimmter Spektren – sie manipulieren sozusagen das natürliche Tageslicht. Diese Technologie ist so ausgefeilt, dass trotz des Eingreifens in das solare Spektrum die Farbwiedergabe meist ziemlich gut ist, der althergebrachte Farbwiedergabeindex Ra als Qualitätsmerkmal hat mehr oder weniger ausgedient. Licht macht nicht nur sichtbar (ermöglicht die visuelle Wahrnehmung), es steuert u. a. auch den circadianen Rhythmus von Lebewesen; welche Auswirkungen selektiv verändertes Tageslicht im Innenraum auf den Menschen hat, ist erst teilweise erforscht.

## Berechnung
Berechnungen der Beschattung können von der VDI-Richtlinie 2078 abgeleitet werden.
Mit dem Horizontoskop steht ein einfaches und schnelles Hilfsmittel zur Verfügung, um vor Ort ermitteln zu können, zu welchen Tageszeiten und Jahreszeiten Hindernisse auf einen Punkt einen Schatten werfen.

## Beteiligte Gewerke
Der Raumausstatter liefert in der Regel den innenliegenden Sonnenschutz, häufig auch Markisen und Außenjalousien. Der Rollladen- und Sonnenschutztechniker (Rollladen- und Jalousiebauer) ist für außenliegenden Sonnenschutz zuständig und bedient die Bereiche sommerlichen und winterlichen Wärmeschutz, Einbruchschutz, Wind- und Regenschutz, Schallschutz, Blend- und Sichtschutz, Lichtlenkung sowie Verdunkelung.
Teilweise führen auch Fensterbauer einige Sonnenschutzartikel im Randsortiment. Das Fachunternehmen für Gebäudeautomation übernimmt ggf. die Realisierung der automatischen Steuerung des Sonnenschutzes.
Die Anbieter von Reinigungsdienstleistungen für Sonnenschutzsysteme sind im Verband Deutscher Sonnenschutzreiniger e. V. (VDS) organisiert.